# Campionatul Național de Fotbal al României 1924-1925
Sezonul 1924-1925 al Campionatului Național a fost cea de-a 13-a ediție a Campionatului de Fotbal al României. Chinezul Timișoara a devenit campioană pentru a patra oară în istoria sa, extinzându-și recordul de titluri cucerite. Numărul turneelor regionale se mărește la 10, prin adăugarea campionatelor din Basarabia și Oltenia.

## Faza națională

### Runda preliminară
| 5 iulie 1925 | Oltul Slatina | 0 – 2 | Fulgerul Chișinău | Slatina |
| 5 iulie 1925 |               |       |                   | Slatina |

| 5 iulie 1925 | Jahn Cernăuți | 3 - 0 neprezentare | Șoimii Sibiu | Cernăuți |
| 5 iulie 1925 |               |                    |              | Cernăuți |

### Sferturi de finală
| 5 iulie 1925 | Venus București | 0 - 3 | Chinezul | București |
| 5 iulie 1925 |                 |       |          | București |

| 5 iulie 1925 | Universitatea Cluj | 0 - 1 | Jiul Petroșani | Cluj |
| 5 iulie 1925 |                    |       |                | Cluj |

| 12 iulie 1925 | Jahn Cernăuți | Anulat | Fulgerul Chișinău | Cernăuți |
| 12 iulie 1925 |               |        |                   | Cernăuți |

| 19 iulie 1925 | Brașovia Brașov | 2 - 1 | CA Oradea | Brașov |
| 19 iulie 1925 |                 |       |           | Brașov |

| 26 iulie 1925 | Jahn Cernăuți | 4 - 0 | Oltul Slatina | Cernăuți |
| 26 iulie 1925 |               |       |               | Cernăuți |

### Semifinale
| 26 iulie 1925 | Chinezul                       | 3 – 0 | Brașovia Brașov | Banatul, Timișoara Spectatori: 6.000 Arbitru: Markovics (Budapesta) |
| 26 iulie 1925 | Tesler 6' Matek 38' Tanzer 88' |       |                 | Banatul, Timișoara Spectatori: 6.000 Arbitru: Markovics (Budapesta) |

| 2 august 1925 | Jiul Petroșani                       | 3 – 1 | Jahn Cernăuți    | Romcomit, București Arbitru: Petru Sadoveanu (București) |
| 2 august 1925 | Kiminich 24' Franz 27' Veszpremy 82' |       | Eisenbeisser 85' | Romcomit, București Arbitru: Petru Sadoveanu (București) |

### Finala
| 9 august 1925 | Chinezul                                      | 5 – 1 | Jiul Petroșani | Gloria CFR, Arad Spectatori: 6.000 Arbitru: dr. Teofil Morariu (Oradea) |
| 9 august 1925 | Vogl 2', 87' Teszler 38' Semler 74' Matek 77' |       | Veszpremy 52'  | Gloria CFR, Arad Spectatori: 6.000 Arbitru: dr. Teofil Morariu (Oradea) |

| Câștigătorii Campionatului Național ediția 1924/1925 |
| ---------------------------------------------------- |
| Chinezul Timișoara Al 4-lea Titlu                    |